# Myroconger compressus
Myroconger compressus är en fiskart som beskrevs av Günther, 1870. Myroconger compressus ingår i släktet Myroconger och familjen Myrocongridae. Inga underarter finns listade i Catalogue of Life.